# 万願寺駅

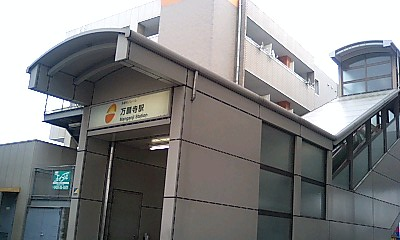
駅入口

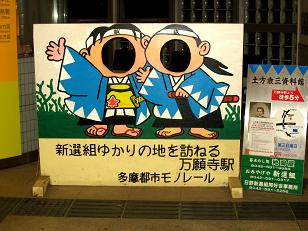
万願寺駅で記念撮影

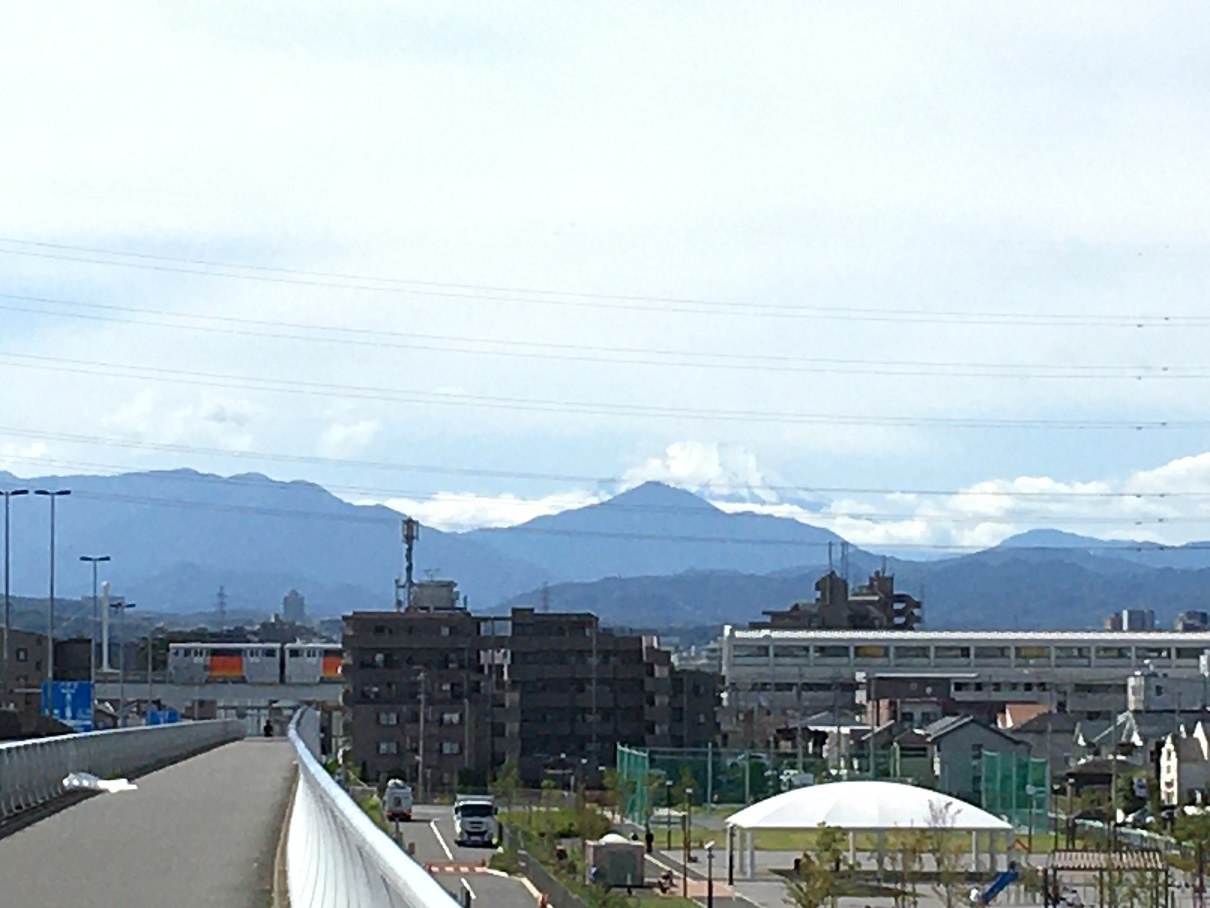
富士山をバックに万願寺駅を出発した1000系電車

万願寺駅（まんがんじえき）は、東京都日野市大字新井にある、多摩都市モノレールの駅である。駅番号はTT08。
国道20号日野バイパスと東京都道503号立川相模原線交点北側の公道上にあり、駅周辺は町名地番整理により日野市万願寺となっているが、無番地のため住所表記は日野市大字新井124番地先とされる。
新選組副長として活躍した土方歳三の生家や、墓所である愛宕山石田寺（あたごさんせきでんじ）への最寄り駅である。このため、ホーム支柱にも「土方歳三生誕の地」との表記が見られる。

## 歴史
- 2000年（平成12年）1月10日：立川北 - 多摩センター間開通に伴い、当駅が開業[1]。

## 駅構造
対向式ホーム2面2線の高架駅である。
自動券売機を2台備えているが、駅係員は常駐していない（日中に駐在していることもあり）。係員に問い合わせをしたい場合はインターホンで南隣の高幡不動駅から対応する。エスカレーター・エレベーター設置。売店は営業していたが、2012年4月に閉店となった。

### のりば
| 番線 | 路線                 | 行先             |
| ---- | -------------------- | ---------------- |
| 1    | 多摩都市モノレール線 | 上北台方面       |
| 2    | 多摩都市モノレール線 | 多摩センター方面 |

## 利用状況
- 多摩都市モノレール - 2020年度の1日平均乗降人員は6,024人である[4]。
東京都立日野高等学校の生徒や、中央線・京王線沿線への通勤通学客が多い。また1駅110円（IC運賃：102円）であることから、南隣の高幡不動駅までの利用が比較的多い。

開業以来の1日平均乗降・乗車人員推移は下記の通り。
| 年度               | 1日平均 乗降人員 | 1日平均 乗車人員 | 出典  |
| ------------------ | ---------------- | ---------------- | ----- |
| 1999年（平成11年） | 2,808            | 1,473            | [ 5 ] |
| 2000年（平成12年） | 3,382            | 1,716            | [ 5 ] |
| 2001年（平成13年） | 4,272            | 2,156            | [ 5 ] |
| 2002年（平成14年） | 4,781            | 2,410            | [ 5 ] |
| 2003年（平成15年） | 5,431            | 2,752            | [ 5 ] |
| 2004年（平成16年） | 5,793            | 2,953            | [ 5 ] |
| 2005年（平成17年） | 5,848            | 2,984            | [ 5 ] |
| 2006年（平成18年） | 6,222            | 3,170            | [ 5 ] |
| 2007年（平成19年） | 6,672            | 3,373            | [ 5 ] |
| 2008年（平成20年） | 6,697            | 3,382            | [ 5 ] |
| 2009年（平成21年） | 6,754            | 3,402            | [ 5 ] |
| 2010年（平成22年） | 6,876            | 3,463            | [ 5 ] |
| 2011年（平成23年） | 7,029            | 3,542            | [ 5 ] |
| 2012年（平成24年） | 7,353            | 3,702            | [ 5 ] |
| 2013年（平成25年） | 7,565            | 3,800            | [ 5 ] |
| 2014年（平成26年） | 7,710            | 3,876            | [ 5 ] |
| 2015年（平成27年） | 7,819            | 3,953            | [ 5 ] |
| 2016年（平成28年） | 7,772            | 3,942            | [ 5 ] |
| 2017年（平成29年） | 7,956            | 4,034            | [ 6 ] |
| 2018年（平成30年） | 8,081            | 4,093            | [ 7 ] |
| 2019年（令和元年） | 8,108            | 4,103            | [ 8 ] |
| 2020年（令和02年） | 6,024            | 3,041            | [ 4 ] |

備考
1. ↑  2000年1月10日、多摩モノレール開業。

## 駅周辺
- 土方歳三資料館
- 東京都下水道局 浅川水再生センター
- 日野市クリーンセンター
- 東京都立日野高等学校
- 石田大橋
- 日野税務署
- 石田寺（土方歳三墓所）
- いなげや日野万願寺駅前店

## バス路線
京王電鉄バスの一般路線と日野市ミニバスで乗り場が異なる。停留所名はどちらも「万願寺駅」である。
日野バイパス上
- 高32：モノレール北（高幡不動駅）
- 高32：日野駅（日野市役所入口経由）

駅舎下
- S：高幡不動駅
- S：豊田駅北口

## 駅名について
万願寺地区に所在することから命名されているが、「万願寺」という名称の寺院は当地区には存在しない。1828年に記された新編武蔵風土記稿には万願寺が既に存在しないことが記されており、また過去に存在したことを証明する遺構などもなく、由来は不明とされる。

## 隣の駅
多摩都市モノレール
 多摩都市モノレール線
甲州街道駅 (TT09) - 万願寺駅 (TT08) - 高幡不動駅 (TT07)